# The Messenger (film)
Denna artikeln handlar om filmen The Messenger. För skulpturen, se The Messenger (skulptur)
The Messenger är en amerikansk krigsdramafilm från 2009 i regi av Oren Moverman. Moverman skrev även manuset tillsammans med Alessandro Camon. I rollerna finns bland andra Ben Foster, Woody Harrelson och Samantha Morton.
Vid Oscarsgalan 2010 nominerades filmen i två kategorier: Bästa originalmanus och Harrelson nominerades för Bästa manliga biroll. Harrelson nominerades även till en Golden Globe Award i samma kategori.
Filmen handlar om två krigsveteraner som får arméns värsta jobb: de överlämnar dödsbesked till soldaters familjer.

## Rollista i urval
- Ben Foster – Staff Sgt. Will Montgomery
- Woody Harrelson – Capt. Tony Stone
- Steve Buscemi – Dale Martin
- Jena Malone – Kelly
- Yaya DaCosta – Monica Washington
- Samantha Morton – Olivia Pitterson
- Fiona Dourif – Returning Soldier's Wife
- Eamonn Walker – Lt. Col Stuart Dorsett
- Peter Francis James – Dr. Grosso